# FRIC
Front and Rear Inter-Connected (kurz: FRIC) ist ein System, bei dem Wank- und Nickbewegungen eines Formel-1-Rennwagens durch eine Verbindung der Stoßdämpfer über Hydraulikleitungen verringert werden. Obwohl alle Teams bereits seit längerer Zeit über ein solches System in ihren Fahrzeugen verfügten, wurde es 2014 vor dem Großen Preis von Deutschland von der FIA als bewegliches aerodynamisches Hilfsmittel und damit als illegal eingestuft.

## Funktionsweise
Beim Abbremsen verlagert sich der Schwerpunkt eines Fahrzeugs durch das Trägheitsmoment in Richtung Vorderachse. Hierdurch federt die Front des Fahrzeugs ein und senkt sich, während sich das Heck anhebt. Dadurch verändert sich der Winkel, in dem die aerodynamischen Bauteile angeströmt werden, wodurch der erzeugte Abtrieb verringert wird. Auch in Kurven und beim Beschleunigen kommt es zu Lastverteilungen, die sich negativ auf die Aerodynamik auswirken. Beim FRIC-System sind die Stoßdämpfer eines Fahrzeugs über Hydraulikleitungen miteinander verbunden, so dass beim Bremsvorgang Hydraulikflüssigkeit zur Vorderachse befördert wird. Dies bewirkt, dass die Aufhängung dort schwergängiger und das Einfedern reduziert wird. Hieraus resultiert eine deutlich effizientere Aerodynamik, auch bei Lastwechseln wird so konstant Abtrieb erzeugt.

## Geschichte
Bereits in den 1980er Jahren versuchten Ingenieure, die negativen Auswirkungen von Wank- und Nickbewegungen auf die aerodynamischen Bauteile eines Rennwagens zu verringern. So arbeitete Pat Symonds 1981 beim Formel-2-Projekt von Toleman an einem solchen System, jedoch ohne großen Erfolg.
In der Funktion gibt es Ähnlichkeiten mit der vom Team Lotus Ende der 1980er Jahre entwickelten aktiven Radaufhängung, allerdings arbeitet das System nicht aktiv mit einer Elektronik und elektrischen Stellmotoren, sondern reagiert passiv auf Lastwechsel des Fahrzeugs.
Lotus führte (noch als Renault-Werksteam) das System 2008 ein, Mercedes in der Saison 2012. 2013 wurde als Hauptgrund für die Überlegenheit des Red Bull RB9 in der zweiten Saisonhälfte vermutet, dass Red Bull Racing nun ebenfalls über ein äußerst effizientes FRIC-System verfügte.

## Verbot
Charlie Whiting, Sicherheitsdelegierter der FIA und technischer Ansprechpartner der Teams, informierte die Teams nach dem Großen Preis von Großbritannien 2014, dass die FIA das FRIC-System als bewegliches aerodynamisches Hilfsmittel ansehe und die Verwendung eines solchen Systems einen Verstoß gegen Artikel 3.15 des technischen Reglements darstelle.
Es wurde spekuliert, dass Whiting Konstruktionspläne der Rennställe für die Saison 2015 vorlagen, deren FRIC-Konstruktionen zu weit gingen.
Die FIA schlug den Teams vor, das System bis zum Ende der Saison straffrei verwenden zu dürfen, falls sich alle Teams einstimmig bereiterklären sollten, auf Proteste gegen die Verwendung zu verzichten. Eine Einstimmigkeit kam, wie erwartet, nicht zustande.
Der aus dem Verzicht auf FRIC resultierende Zeitverlust wurde bei Fahrzeugen, die vollständig auf die Verwendung des Systems konzipiert wurden, auf bis zu einer halben Sekunde pro Runde geschätzt.
Kritiker warfen der FIA vor, das Verbot forciert zu haben, um die Überlegenheit des Mercedes-Teams einzudämmen, das am Mercedes F1 W05 Hybrid nach Ansicht von Experten das komplexeste und am weitesten ausgereifte FRIC-System besitzt.

## FRIC-Systeme in anderen Serien
Audi entwickelte für die FIA-Langstrecken-Weltmeisterschaft 2015 ein FRIC-System für den Audi R18 E-Tron Quattro RP5, Porsche verwendet beim Porsche 919 Hybrid ein ähnliches System. Auch Nissan entwickelte für den Nissan GT-R LM Nismo ein FRIC-System.